# Ornithocheirus
Ornithocheirus (z řeckého „ορνις“ – pták a „χειρ“ – ruka) je rod velkých pterosaurů z čeledi Ornithocheiridae. V období spodní křídy (asi před 110 milióny let) žili tito létající plazi v Evropě a Jižní Americe. Několik větších kosterních fragmentů blíže neurčeného druhu bylo nalezeno ve formaci Santana v Brazílii. Na základě těchto objevů vědci usuzují, že společně s rodem Quetzalcoatlus by mohl být jedním z největších pterosaurů, kteří kdy žili. Rozpětí křídel dosahovalo u ornitocheira až kolem 12 m a když stál na zemi, jeho výška mohla dosáhnout až ke 3 metrům. Délka těla činila asi 3,5 metru a jen samotná hlava byla kolem 150 cm dlouhá. Přesto činila hmotnost tohoto pterosaura jen kolem 70 kg.

## Český „Ornithocheirus“
Do tohoto rodu byl řazen také ojedinělý český nález, objevený roku 1880 u Zářecké Lhoty nedaleko Chocně (O. hlavatschi). Dnes ale víme, že do daného rodu tento 92 milionů let starý jedinec nepatřil, šlo nejspíš o mládě azdarchida či nyktosaurida. Dnes nese vědecké jméno Cretornis hlavaci.